# Moragnano
Moragnano è una frazione del comune di Tizzano Val Parma, in provincia di Parma.
La località dista 4,69 km dal capoluogo.

## Geografia fisica
La località sorge alla quota di 772 m s.l.m. alle pendici meridionali del monte Fuso, cui è collegata attraverso alcuni sentieri.

## Origini del nome
Il toponimo della frazione ha origine prediale, dal gentilizio Moranius.

## Storia
La località fu fondata probabilmente in età medievale; all'epoca il borgo era attraversato dalla frequentata via del Sale, lungo il cui percorso fu innalzata forse già nel IX o X secolo la chiesa di Santa Giuliana. Un'incisione conservata nell'edificio dimostra che la struttura era stata eretta sicuramente prima del 1100, ma il più antico documento scritto che testimoni la sua esistenza risale al 1230, quando la Capelle de Moragnano fu menzionata nel Capitulum seu Rotulus Decimarum della diocesi di Parma tra le dipendenze della pieve di Sasso.
Il territorio di Belvedere, da cui dipendeva Moragnano, fu assegnato nel 1364 ai fratelli Niccolò e Giberto Terzi dal signore di Milano Bernabò Visconti. Il 19 agosto 1387, con diploma sigillato a Norimberga, l'imperatore Venceslao di Lussemburgo confermò ai Terzi le investiture delle terre appartenenti alla famiglia, comprendenti i feudi assegnati nel 1247 ai capostipiti da Cornazzano dall'imperatore Federico II di Svevia e tutti quelli ottenuti in seguito dalla casata.
Secondo la maggior parte degli storici, nei primi anni del XV secolo Ottobuono de' Terzi, signore di Tizzano, fece edificare a monte dell'abitato, all'incirca a metà distanza dal piccolo insediamento di Rusino, la rocca di Belvedere, quale presidio fortificato sulla val d'Enza. Nel 1409, in seguito all'uccisione del condottiero, il castello fu occupato da Odoardo Pallavicino, per conto del marchese di Ferrara Niccolò III d'Este. Dopo la cessione di Parma in cambio di Reggio Emilia nel 1420 al duca di Milano Filippo Maria Visconti, quest'ultimo nel 1441 investì nuovamente del feudo di Belvedere Guido e Giberto Terzi.
Tra il 1447 e il 1448, nella breve parentesi temporale in cui Parma si rese indipendente da Milano, il Comune cittadino affidò direttamente la gestione del territorio, comprendente le località di Rusino, Moragnano, Vezzano, Groppizioso, Lalatta, Treviglio e Musiara, al podestà Antonio Caviceo, ma nel 1450 il duca Francesco Sforza elevò il feudo al rango di contea e lo assegnò ancora ai Terzi, che ricevettero conferma dell'investitura nove anni dopo.
Nel 1551, durante la guerra di Parma, il castello di Rusino fu assaltato da Camillo Rossi e la contea fu inglobata tra i domini rossiani. Nel 1666 il marchese Scipione, oberato dai debiti, fu costretto a cedere tutte le rocche appenniniche in suo possesso alla Camera Ducale di Parma, che nel 1774 assegnò il feudo di Belvedere al conte Giuseppe Camuti; quest'ultimo nel 1790 lo cedette, in cambio di alcune terre a Ronchetti di San Secondo, al conte Pietro Andrea Leggiadri Gallani, che ne mantenne i diritti fino al 1805, quando i decreti napoleonici sancirono la loro abolizione nell'ex ducato di Parma e Piacenza.
Durante la seconda guerra mondiale, nell'estate del 1944 la zona fu teatro dell'operazione Wallenstein, una serie di rastrellamenti di partigiani effettuati da forze nazi-fasciste.

## Monumenti e luoghi d'interesse

### Chiesa di Santa Giuliana

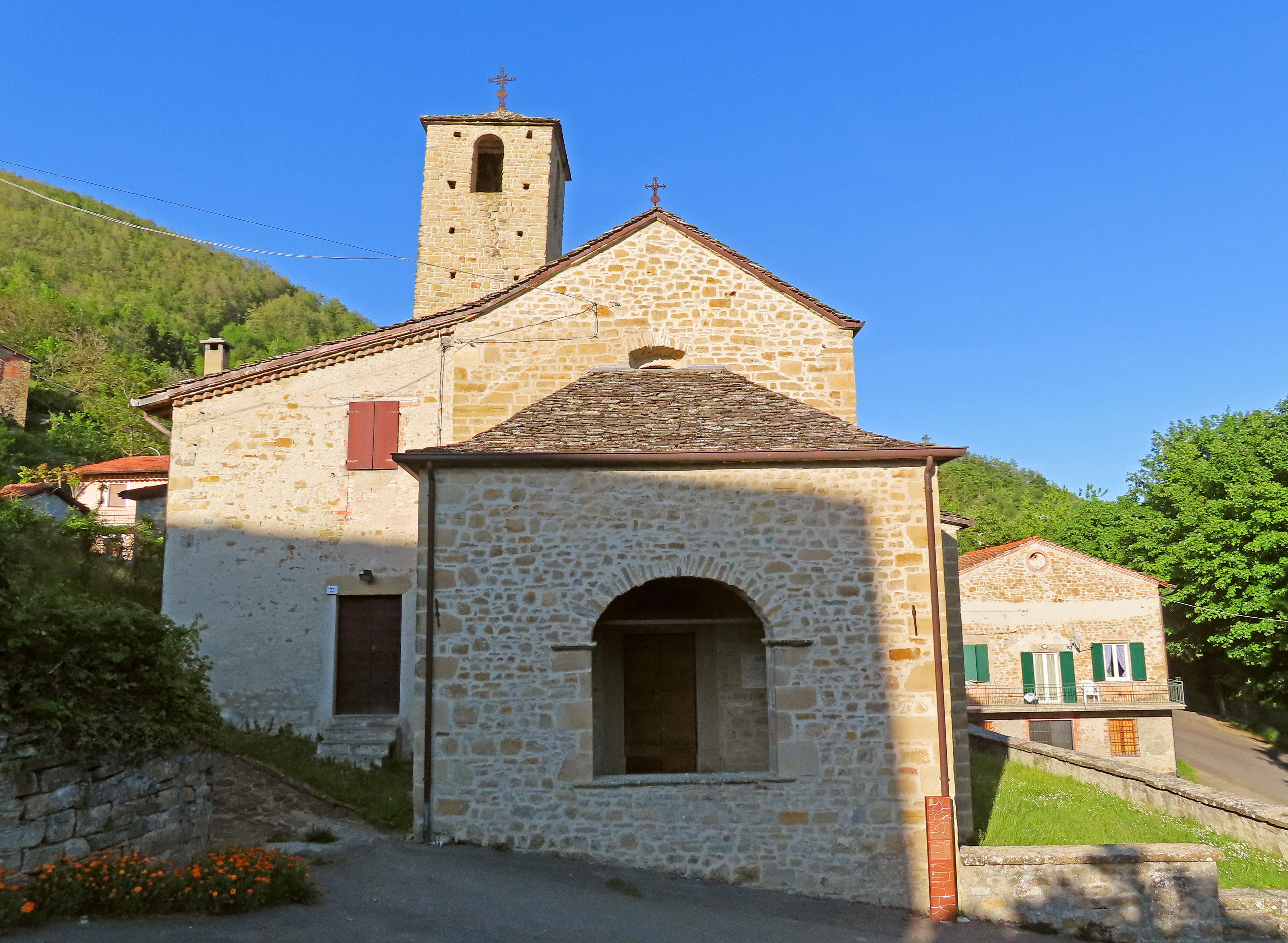
Chiesa di Santa Giuliana

Edificata probabilmente nel IX o X secolo ma menzionata per la prima volta nel 1230, la piccola cappella con abside semicircolare fu ampliata in stile romanico nel 1340; elevata a sede parrocchiale autonoma nel 1564, fu modificata con l'aggiunta di un esonartece nel XVI secolo e fu decorata internamente in stile barocco nel XVII secolo; danneggiata nel corso della seconda guerra mondiale, fu in seguito ristrutturata; risistemata nell'aula tra il 1970 e il 1980, fu interamente restaurata tra il 2007 e il 2009. L'edificio, sviluppato su una pianta a navata unica affiancata da due cappelle sulla destra e una sulla sinistra, è esternamente rivestito in conci irregolari di arenaria; i due antichi portali d'ingresso principale e secondario sono coronati da lunette scolpite con bassorilievi; l'abside del XII secolo è ornata con una fascia di coronamento ad archetti pensili retti da mensoline e presenta, su entrambi i lati, circa 2000 graffiti realizzati tra il XII e il XVII secolo; gli interni, intonacati e decorati con stucchi, accolgono alcune opere di pregio, tra cui un olio seicentesco dipinto da Pietro Melchiorre Ferrari.

### Oratorio della Santissima Trinità
Costruito agli inizi del XV secolo per volere del conte Lodovico Terzi, l'oratorio fu menzionato per la prima volta nel 1520; successivamente abbandonato, cadde in profondo degrado. L'edificio, sviluppato sulla pianta centrale più tipica delle architetture rinascimentali delle grandi città, è decorato in facciata con bassorilievi scolpiti in arenaria e conserva al suo interno un'epigrafe funeraria risalente al 1567.

### Bastia di Moragnano
Edificata prima del 1509 dalla ricca famiglia dei Da Belvedere, la bastia fu attaccata il 18 agosto 1518 dalle truppe di Jacopo di Maso e di suo cognato Domenico Amorotto, ostili alla casata, in supporto alla quale intervennero le milizie dei marchesi Pallavicino di Torrechiara; appartenuta ai conti Da Belvedere fino alla morte dell'ultimo erede nel 1577, fu successivamente trasformata e frazionata in più riprese; acquistata dalla famiglia Basetti, agli inizi del XX secolo fu modificata rimuovendo il portale d'ingresso scolpito ad arco a tutto sesto, ricollocato nella torre di Lagrimone; divisa in due parti da una strada, sopravvisse a un incendio appiccato nel 1944 dall'esercito tedesco durante la seconda guerra mondiale; in seguito divenne nota come corte Chiastra. Il complesso, costituito da una serie di edifici in pietra di diverse forme e altezze, conserva vari elementi dell'antica struttura fortificata, tra cui una torre mutila e alcuni fregi ai lati del cancello d'ingresso a sud-ovest.